# 48456 Wilhelmwien
48456 Wilhelmwien è un asteroide della fascia principale. Scoperto nel 1991, presenta un'orbita caratterizzata da un semiasse maggiore pari a 3,0436570 UA e da un'eccentricità di 0,0876326, inclinata di 19,47224° rispetto all'eclittica.